# Castália
Castália é uma náiade (uma ninfa aquática) que foi transformada por Apolo em nascente de água, perto de Delfos (a Fonte de Castália) e na base do Monte Parnaso. Castália inspirava o génio poético daqueles que bebessem das suas águas ou ouvissem o movimento das suas águas. A água sagrada também era usada para as limpezas dos templos em Delfos.
O escritor alemão do século XX Hermann Hesse usou Castália como inspiração para o nome da província fictícia na sua magnum opus de 1943 com o título O Jogo das Contas de Vidro (Das Glasperlenspiel).